# Gran Premio motociclistico delle Nazioni 1953
Il Gran Premio motociclistico delle Nazioni fu il penultimo appuntamento del motomondiale 1953.
Si svolse il 6 settembre 1953 presso l'Autodromo di Monza alla presenza di circa 100.000 spettatori. Erano in programma tutte le classi. Le gare di 250 e sidecar sono valide anche come prova del Campionato Italiano.
Geoff Duke vinse agevolmente la gara della 500, aggiudicandosi matematicamente il titolo di Campione del mondo della categoria, il suo quarto in totale.
Le gare di 250 e 350 videro la vittoria di Enrico Lorenzetti con la Moto Guzzi, in entrambi i casi stabilendo il giro più veloce.
In 125 Werner Haas vinse il Gran Premio, battendo in volata Emilio Mendogni, attardatosi nella lotta con Carlo Ubbiali. Il tedesco, alla terza vittoria stagionale, si garantì anche il titolo di Campione del mondo.
Nei sidecar Eric Oliver ebbe ragione del compagno di Marca Cyril Smith per un decimo di secondo.

## Classe 500

### Arrivati al traguardo
| Pos. | Pilota               | Moto       | Tempo        | Punti |
| ---- | -------------------- | ---------- | ------------ | ----- |
| 1    | Geoff Duke           | Gilera     | 1h 10' 18" 3 | 8     |
| 2    | Dickie Dale          | Gilera     | +41" 1       | 6     |
| 3    | Libero Liberati      | Gilera     | +51" 8       | 4     |
| 4    | Reg Armstrong        | Gilera     | +58" 6       | 3     |
| 5    | Cecil Sandford       | MV Agusta  | +1' 42" 1    | 2     |
| 6    | Hermann Paul Müller  | MV Agusta  | +1 giro      | 1     |
| 7    | Nello Pagani         | Gilera     | +1 giro      |       |
| 8    | Bruno Francisci      | MV Agusta  | +1 giro      |       |
| 9    | Pierre Monneret      | Gilera     | +2 giri      |       |
| 10   | John Storr           | Norton     | +2 giri      |       |
| 11   | Enrico Galante       | Norton     | +2 giri      |       |
| 12   | Felice Benasedo      | Moto Guzzi | + 2 giri     |       |
| 13   | Lodovico Facchinelli | Gilera     | +2 giri      |       |
| 14   | Raymond Laurent      | Norton     | +2 giri      |       |
| 15   | Antonio Ronchei      | Gilera     | +4 giri      |       |

### Ritirati
| Pilota                   | Moto       | Motivo ritiro |
| ------------------------ | ---------- | ------------- |
| Jost Albisser            | Norton     |               |
| Francesco Guglielminetti | Norton     |               |
| Tony McAlpine            | Norton     |               |
| Leo-Trevor Simpson       | Norton     |               |
| Walter Zeller            | BMW        |               |
| Carlo Bandirola          | MV Agusta  |               |
| Martino Giani            | MV Agusta  |               |
| Roland Schnell           | Horex      |               |
| Sid Willis               | Norton     |               |
| Giulio Galbiati          | Moto Guzzi |               |
| Fergus Anderson          | Moto Guzzi |               |
| William Hall             | Norton     |               |
| Georges Monneret         | Matchless  |               |
| Barrie Stormont          | Norton     |               |

## Classe 350

### Arrivati al traguardo
| Pos. | Pilota              | Moto       | Tempo     | Punti |
| ---- | ------------------- | ---------- | --------- | ----- |
| 1    | Enrico Lorenzetti   | Moto Guzzi | 56' 35" 5 | 8     |
| 2    | Fergus Anderson     | Moto Guzzi | +10" 1    | 6     |
| 3    | Duilio Agostini     | Moto Guzzi | +29" 3    | 4     |
| 4    | August Hobl         | DKW        | +1 giro   | 3     |
| 5    | Leo Simpson         | AJS        | +1 giro   | 2     |
| 6    | Tony McAlpine       | Norton     |           | 1     |
| 7    | Hermann Paul Müller | Horex      |           |       |
| 8    | Ken Mudford         | AJS        |           |       |
| 9    | Ray Laurent         | AJS        |           |       |

## Classe 250

### Arrivati al traguardo
| Pos | Pilota            | Moto       | Tempo     | Punti |
| --- | ----------------- | ---------- | --------- | ----- |
| 1   | Enrico Lorenzetti | Moto Guzzi | 47' 38" 7 | 8     |
| 2   | Werner Haas       | NSU        | +3" 3     | 6     |
| 3   | Alano Montanari   | Moto Guzzi | +46"      | 4     |
| 4   | Reg Armstrong     | NSU        | +47" 1    | 3     |
| 5   | Wolfgang Brand    | NSU        | +1' 31"   | 2     |
| 6   | Umberto Masetti   | NSU        |           | 1     |
| 7   | Tommy Wood        | Moto Guzzi |           |       |
| 8   | Arthur Wheeler    | Moto Guzzi |           |       |
| 9   | Angelo Marelli    | Moto Guzzi |           |       |
| 10  | Bruno Francisci   | Moto Guzzi |           |       |

## Classe 125
16 piloti alla partenza.

### Arrivati al traguardo
| Pos | Pilota           | Moto        | Tempo     | Punti |
| --- | ---------------- | ----------- | --------- | ----- |
| 1   | Werner Haas      | NSU         | 43' 10" 5 | 8     |
| 2   | Emilio Mendogni  | Moto Morini | +0" 4     | 6     |
| 3   | Carlo Ubbiali    | MV Agusta   | +1" 5     | 4     |
| 4   | Angelo Copeta    | MV Agusta   | +33" 5    | 3     |
| 5   | Wolfgang Brand   | NSU         | +1' 38" 2 | 2     |
| 6   | Paolo Campanelli | MV Agusta   | +1' 49" 8 | 1     |

## Classe sidecar

### Arrivati al traguardo
| Pos | Pilota           | Passeggero         | Moto       | Tempo     | Punti |
| --- | ---------------- | ------------------ | ---------- | --------- | ----- |
| 1   | Eric Oliver      | Stanley Dibben     | Norton     | 42' 18" 1 | 8     |
| 2   | Cyril Smith      | Les Nutt           | Norton     | +0" 1     | 6     |
| 3   | Jacques Drion    | Inge Stoll-Laforge | Norton     |           | 4     |
| 4   | Hans Haldemann   | Josef Halbisser    | Norton     |           | 3     |
| 5   | Len Taylor       | Peter Glover       | Norton     |           | 2     |
| 6   | Fritz Hillebrand | Manfred Grunwald   | BMW        |           | 1     |
| 7   | Julien Deronne   | Bruno Leys         | Norton     |           |       |
| 8   | Ernesto Merlo    | Dino Magri         | Gilera     |           |       |
| 9   | Marcel Masuy     | Jules Nies         | Norton     |           |       |
| 10  | Luigi Marcelli   | Spartaco Ricci     | Gilera     |           |       |
| 11  | Renato Prati     | n.d.               | Moto Guzzi |           |       |